# Ambassade de France au Mali
L'ambassade de France au Mali est la représentation diplomatique de la République française auprès de la république du Mali. Elle est située à Bamako, la capitale du pays, et son chargé d'affaires est, depuis avril 2022, M. Marc Didio.

## Ambassade
L'ambassade est située à Bamako, dans le Quartier du Fleuve. Elle accueille aussi le consulat général de France.

## Histoire
La résidence de France est une villa à un étage de style néo-soudanais achevée en 1948, à l’origine destinée au proviseur du lycée français. Autour de la villa s’étend un jardin arboré d’environ 2 500 m2, complété par une piscine. Propriété de la République du Mali, cette villa a été mise à disposition de la République française au moment de l’Indépendance du Mali pour devenir la résidence officielle des ambassadeurs de France.
Située 132 rue Malick Diagne, quartier Dar Salam à Bamako, la résidence est sur la rive gauche du fleuve Niger, partie la plus ancienne de la ville. Elle se trouve dans une rue calme à deux pas de l’avenue de la Liberté, axe principal reliant le centre-ville à la colline de Koulouba, siège de la présidence de la république du Mali. Cette large voie, ombragée de grands arbres, est en outre bordée de bâtiments de style colonial, aujourd’hui occupés par certains ministères ou administrations maliennes.

## Ambassadeurs de France au Mali
| De   | À    | Ambassadeur                       |
| ---- | ---- | --------------------------------- |
| 1961 | 1964 | Fernand Wibaux                    |
| 1964 | 1968 | Pierre Pelen                      |
| 1968 | 1975 | Louis Dallier                     |
| 1975 | 1979 | Robert Mazeyrac                   |
| 1979 | 1983 | Gérard Serre                      |
| 1983 | 1986 | Gérald Pavret de La Rochefordière |
| 1986 | 1987 | Francis Plateau                   |
| 1987 | 1991 | Michel Perrin                     |
| 1991 | 1994 | Jean-Didier Roisin                |
| 1994 | 1998 | Gabriel de Regnauld de Bellescize |
| 1998 | 2002 | Christian Connan                  |
| 2002 | 2006 | Nicolas Normand                   |
| 2006 | 2011 | Michel Reveyrand-de Menthon       |
| 2011 | 2013 | Christian Rouyer                  |
| 2013 | 2016 | Gilles Huberson (tr)              |
| 2016 | 2018 | Évelyne Decorps                   |
| 2018 | 2022 | Joël Meyer                        |

## Relations diplomatiques
Après avoir été une colonie française, sous le nom de Soudan français, de 1883 à 1960, puis une partie de la fédération du Mali en 1960, le Mali a déclaré son indépendance le 22 septembre 1960. La France a nommé son premier ambassadeur quelques semaines plus tard, le 12 janvier 1961.
Après des tensions grandissantes entre la junte au pouvoir au Mali et la France, le ministre des Affaires étrangères français Jean-Yves le Drian déclare le 28 janvier 2022 : « Il est clair que la situation en l'état ne peut pas perdurer »  sur RTL à propos des relations diplomatiques entre les gouvernements français et malien. En réponse, le 31 janvier, le gouvernement malien donne 72 heures à l'ambassadeur français au Mali Joël Meyer pour quitter le territoire malien. Jean-Yves le Drian annonce avoir pris note de la situation et le Quai d'Orsay indique avoir rappelé son ambassadeur. En avril 2022, Marc Didio, alors numéro 2 à Abidjan, est nommé chargé d'affaires permanent à l'ambassade de France à Bamako.

## Consulat

### Communauté française
La communauté française a connu une importante expansion dans les années 1990, après l'établissement d'un régime démocratique dans le pays. Au 31 décembre 2016, 8 056 Français sont inscrits sur les registres consulaires au Mali.
| 2001  | 2002  | 2003  | 2004  |
| ----- | ----- | ----- | ----- |
| 3 958 | 4 091 | 4 475 | 4 258 |

| 2005  | 2006  | 2007  | 2008  |
| ----- | ----- | ----- | ----- |
| 4 576 | 5 026 | 4 506 | 4 559 |

| 2009  | 2010  | 2011  | 2012  |
| ----- | ----- | ----- | ----- |
| 4 331 | 4 443 | 4 815 | 4 774 |

| 2013  | 2014  | 2015  | 2016  |
| ----- | ----- | ----- | ----- |
| 5 256 | 6 158 | 7 307 | 8 056 |

| 2017  | 2018  | 2019  | 2020  |
| ----- | ----- | ----- | ----- |
| 8 577 | 8 739 | 8 592 | 7 582 |

| 2021  | - | - | - |
| ----- | - | - | - |
| 6 714 | - | - | - |

### Circonscriptions électorales
Depuis la loi du 22 juillet 2013 réformant la représentation des Français établis hors de France avec la mise en place de conseils consulaires au sein des missions diplomatiques, les ressortissants français du Mali élisent pour six ans trois conseillers consulaires. Ces derniers ont trois rôles : 
1. ils sont des élus de proximité pour les Français de l'étranger ;
2. ils appartiennent à l'une des quinze circonscriptions qui élisent en leur sein les membres de l'Assemblée des Français de l'étranger ;
3. ils intègrent le collège électoral qui élit les sénateurs représentant les Français établis hors de France.

Pour l'élection à l'Assemblée des Français de l'étranger, le Mali appartenait jusqu'en 2014 à la circonscription électorale de Bamako, comprenant aussi le Burkina Faso et le Niger, et désignant trois sièges. Le Mali appartient désormais à la circonscription électorale « Afrique occidentale » dont le chef-lieu est Dakar et qui désigne quatre de ses 26 conseillers consulaires pour siéger parmi les 90 membres de l'Assemblée des Français de l'étranger.
Pour l'élection des députés des Français de l’étranger, le Mali dépend de la 9e circonscription. Aux élections législatives de 2022, Karim Ben Cheïkh, le candidat de NUPES, est élu dans la circonscription.